# Фандєєв Андрій Олександрович
Андрі́й Олекса́ндрович Фандє́єв — полковник Збройних сил України, льотчик 204-ї бригади тактичної авіації.
В листопаді 2011 року майор Андрій Фандєєв брав участь на літаку МіГ-29 в українсько-польських навчаннях у Миргороді «Безпечне небо-2011». Станом на грудень 2012-го — льотчик 2-го класу, штурман.

## Нагороди
- 8 вересня 2014 року — за особисту мужність і героїзм, виявлені у захисті державного суверенітету та територіальної цілісності України, вірність військовій присязі під час російсько-української війни, відзначений — нагороджений орденом «За мужність» III ступеня.

- 30 липня 2020 року — за особисту мужність та самовіддані дії, виявлені під час виконання військового обов'язку, високий професіоналізм та з нагоди Дня Повітряних Сил Збройних Сил, відзначений — нагороджений орденом «За мужність» II ступеня[1].